# Hemeroblemma vates
Hemeroblemma vates là một loài bướm đêm trong họ Erebidae.